# Lotus humistratus
Lotus humistratus là một loài thuộc họ Đậu có tên thông dụng là foothill deervetch. Nó là loài bản địa của tây Bắc Mỹ từ Idaho to Texas to northern Mexico.